# Gran icosihemidodecàedre
En geometria, el gran icosihemidodecàedre o gran icosahemidodecàedre és un políedre uniforme no convex indexat com a U71. Té 26 cares (20 triangles i 6 decagrames), 60 arestes i 30 vèrtexs. La seva figura de vèrtex és un quadrilàter creuat.